# Dimítris Koukoulópoulos
Dimítris Koukoulópoulos (grec moderne : Δημήτρης Κουκουλόπουλος; né en 1984) est un mathématicien grec travaillant en théorie analytique des nombres. Il est professeur à l'Université de Montréal.

## Formation et carrière
Il obtient son doctorat en 2010 sous la direction de Kevin Ford à l'Université de l'Illinois à Urbana-Champaign, avec une thèse intitulée « Generalized and restricted multiplication tables of integers ». Il travaille au Département de mathématiques et de statistique de l'Université de Montréal.

## Travaux
En 2019, en collaboration avec James Maynard, il a prouvé ,,, la conjecture de Duffin-Schaeffer.

## Prix et distinctions
En 2013 il est lauréat du Prix Halmos-Ford.
Il est conférencier invité au Congrès international des mathématiciens 2022 à Zurich.

## Ouvrages
- Dimitris Koukoulopoulos, The distribution of prime numbers, 2019 (ISBN 978-1-4704-4754-0, OCLC 1113143297)